# Мей Маск
Мей Маск (англ. Maye Musk), до шлюбу Голдемен (нар. 19 квітня 1948) — південноафриканська та канадська модель і дієтолог. Була моделлю протягом 50 років, її світлини з'являлися на обкладинках журналів, зокрема Time. Газета Нью-Йорк Пост назвала її «зіркою, що створила сама себе».
Мати Ілона Маска, Кімбала Маска і Тоски Маск.

## Життя і творчість
Народилася 1948 року в Реджайні, Саскачеван. У сім'ї було п'ятеро дітей, її сестра-близнючка Кей Маск — мати підприємця Ліндона Райва. 1950 року сім'я переїхала в Преторію, Південна Африка. Її батьки, Вінніфред Жозефіна «Він» (до шлюбу Флетчер) і Джошуа Норман Голдемен, були заповзятливими й літали сім'єю світом у пропелерному літаку в 1952 році. Понад 10 років родина шукала в пустелі Калахарі легендарне загублене місто[джерело?].
1969 року Мей була фіналісткою конкурсу краси «Міс Південна Африка».
1970 року одружилася з Ерролом Маском, південноафриканським інженером, якого зустріла в школі. Здобула магістерський ступінь з дієтології в Університеті Помаранчевої Вільної Держави (англ. University of the Orange Free State) в Південній Африці. Пізніше здобула ще одну освіту з дієтологічних наук (англ. nutritional sciences) в Університеті Торонто.
1979 року розлучилася. Пізніше переїхала з дітьми в Канаду, де продовжила модельну кар'єру. Вона з'явилася на коробках пластівців Special K, у рекламі Ревлон, у відео Бейонсе, оголеною на обкладинці Тайм, присвяченого проблемам зі здоров'ям; також була оголена на обкладинці Нью-Йоркського журналу 2011 як вагітна з фейковим животом; була на обкладинці Elle Canada 2012; знялася в рекламній кампанії для Target і Virgin America. 2015 року підписала контракт із IMG Models.
Окрім модельного бізнесу, має приватну дієтологічну практику. Читала лекції в кожній провінції Канади і 39 американських штатах.
30 листопада 2017 року відвідала Україну, де була хедлайнеркою на бізнес-конференції MC@WORK (Marie Claire).

## Громадська позиція
У зв'язку зі вторгненням Росії в Україну 2022 року Мей Макс неодноразово висловлювала підтримку українцям.
У березні 2023 року в Дубаї виступила із блогеркою, яка підтримує путінський режим, також там були росіянки Наталія Водянова та Рената Литвинова. Українок не запросили давати інтерв'ю.

## Українські переклади
- Мей Маск. Жінка, яка має план. Життя, сповнене пригод, краси й успіху. Переклад з англійської Ганни Цвіри. — Vivat, 2021. —224 с.